# 丹绒端灯塔
丹绒端灯塔（英語：Cape Rachado Lighthouse）是一个位于马来西亚马六甲州亚罗牙也县的外飞地丹戎端的灯塔。该灯塔很可能是马来西亚最古老的灯塔，其历史可追溯到16世纪的葡属马六甲时代。

## 历史
关于这个灯塔的早期历史已不可考，而根据当地传说，该塔建于1511年，当时葡萄牙占领马六甲时。马六甲的葡萄牙殖民政府建造一座灯塔，以便引导其船只通过狭窄的马六甲海峡进入马六甲城，并将该灯塔命名拉查多海角「Cape Rachado」（源语言为葡萄牙语，意为“破碎的海角”）。该灯塔的控制权在1641连同马六甲落在荷兰东印度公司（VOC），而在1817年英国暂时控制马六甲和丹绒端时，英国便已经开始计划改建该灯塔，但因为当时英国还未拥有马六甲而没有进行工程。
直到1824年英荷条约达成后，英国才在1863年重建该灯塔，并使用至今。在1990年，政府在原灯塔旁边建造了一座混凝土塔，以容纳马来西亚卫星系统MEASAT的雷达。
丹絨端曾是中國政治革命家康有為的避風港，以逃避清廷的追捕。康有为在19世纪初發起名為“百日維新”的政治改革，但遭受滿族大臣的頑抗而最终以失敗告终，後来被慈禧太后派人追捕，他在英國總督的維護下逃至新加坡、馬六甲、丹絨端、檳城等多個地點，在中國革命成功後才返回祖國。

## 设计和位置

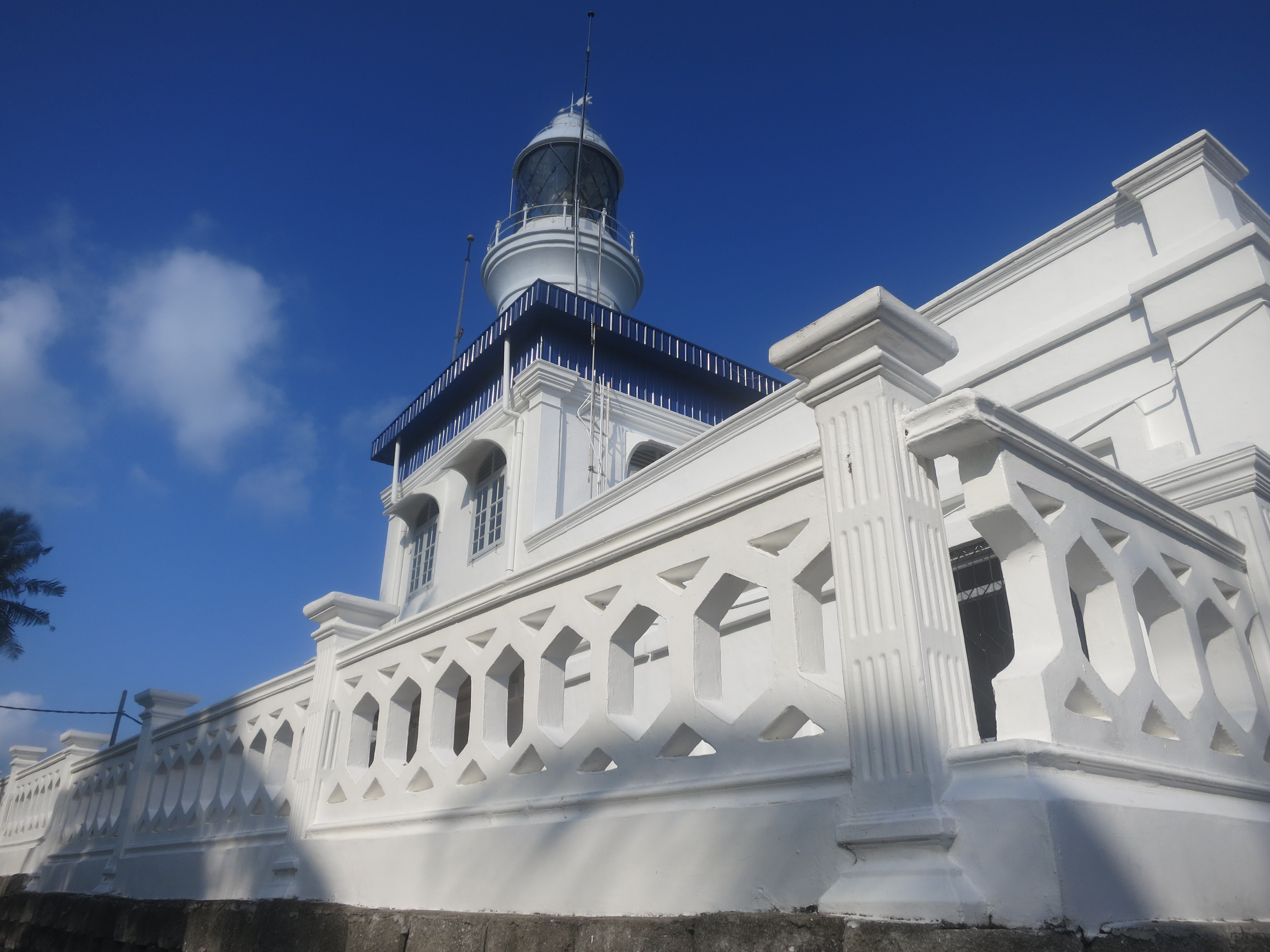
丹绒端灯塔一景

1863年建成的灯塔包含一个24米长（79英尺）高的圆形塔架，并带有灯笼和画廊，底层有个双层警卫屋，两个建筑皆由涂上白色涂料的砌体结构建造。在1990年建成的另外一座塔是使用钢筋混凝土建造的，塔的顶端拥有一个马来西亚卫星雷达，以监测马六甲海峡的交通流量及用作通信用途。
灯塔位于丹绒端林地的最高点，仅距离马六甲海峡约100米，这使得灯塔的位置成为当地观鸟的理想地区。只有两个楼梯通道可进入该灯塔的范围内：一个有72个台阶的螺旋式楼梯和一个位于灯塔后方的石楼梯，后者作为较前则更易走上通灯塔范围